# Osservatorio Vesuviano

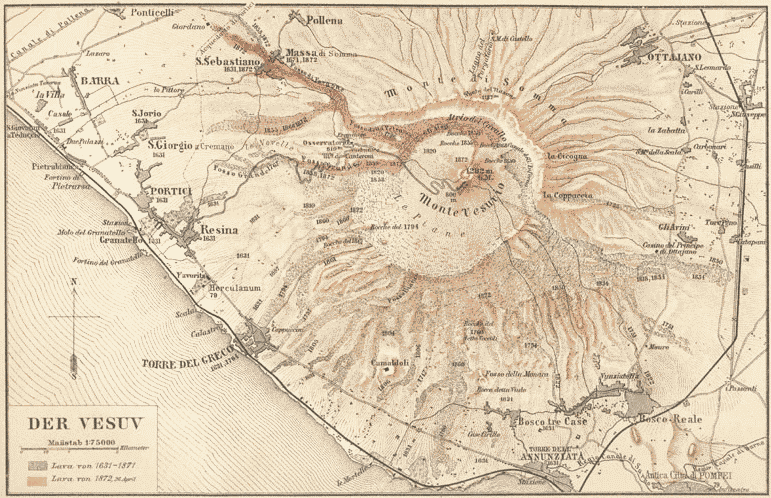
Mappa della zona vesuviana (1888)

L'Osservatorio Vesuviano è il più antico osservatorio vulcanologico del mondo, fondato dal re delle due Sicilie Ferdinando II di Borbone. Alla sua fondazione, che risale al 1841, la sede era situata alle pendici del Vesuvio. 
L'Osservatorio Vesuviano fu inaugurato nel 1845 durante il VII Congresso degli Scienziati Italiani, tenutosi a Napoli. Oggi nel vecchio sito si trova il museo vulcanologico, mentre i laboratori ed il Centro di Sorveglianza si trovano nel quartiere di Fuorigrotta.

## Direttori
Il primo direttore fu il fisico parmense Macedonio Melloni (1839), a cui seguì Luigi Palmieri, inventore del primo sismografo elettromagnetico (1856).
Tra i successivi direttori si ricordano Raffaele Matteucci (1903), Giuseppe Mercalli (1911), Alessandro Malladra (1927), Giuseppe Imbò (1936), Paolo Gasparini (1971), Giuseppe Luongo (1983), Lucia Civetta (1993), Giovanni Macedonio (2001), Marcello Martini, Giuseppe De Natale, Francesca Bianco e l'attuale direttore Mauro Antonio Di Vito.

## Descrizione
L'Osservatorio Vesuviano è stato fino al 1999 un istituto pubblico di ricerca autonomo, vigilato dal MURST. Dal 2000 è una sezione istituzionale dell'INGV, operante in vari settori della geofisica e della vulcanologia, in particolare la sorveglianza dei vulcani attivi. Le sue ricerche sono indirizzate principalmente allo studio dei vulcani attivi campani, ovvero il Vesuvio, l'area dei Campi Flegrei e l'isola di Ischia ma anche il vulcano siciliano Stromboli.

## Storia
L'osservatorio è stato costruito a due chilometri di distanza dal cratere del Vesuvio, in un periodo storico di entusiasmo per la scienza in generale e per gli studi sul magnetismo terrestre in particolare. La storia dell'Osservatorio da allora a oggi ha alternato momenti di splendore a periodi di declino.
Dopo cinque secoli di quiete, la devastante eruzione del 1631 portò il Vesuvio a uno stato quasi continuo di attività che indusse già alla fine del XVII secolo alla richiesta di un monitoraggio continuo dei fenomeni per prevederne il comportamento, istanza che venne addirittura promossa dal re Carlo di Borbone. Nel 1767 Giovanni Maria della Torre eseguì attenti studi di declinazioni magnetica e nella prima metà dell'Ottocento il Vesuvio era il sito vulcanico più analizzato al mondo, capace di attirare scienziati da tutto il mondo, tra i quali Charles Babbage, interessato a verificare le sue teorie sulla conduzione del calore. Le accademie scientifiche agli inizi dell'Ottocento chiesero ai vari governi la costruzione di un centro dove poter risiedere e Ferdinando II di Borbone, coadiuvato dal Ministro Nicola Santangelo, esaudì la richiesta, entrambi erano sostenitori dello sviluppo della scienza e della tecnica. Al fisico Macedonio Melloni  venne assegnato, nel 1839 l'incarico di fondare l'Osservatorio meteorologico. Fu proprio quest'ultimo ad acquistare gli apparecchi magnetici e meteorologici per il sito prescelto, la Collina del Salvatore che rispondeva ai tre requisiti richiesti da Melloni: "libertà di orizzonte, vicinanza delle nubi, lontananza dalle terre circostanti".
Il 16 marzo 1848 l'Osservatorio fu finalmente consegnato a Melloni il quale, però a causa delle sue idee liberali, dopo i moti del '48 venne sollevato dall'incarico. L'interessamento del geofisico Luigi Palmieri risollevò le sorti dell'Osservatorio che nel 1856 fu completato con la costruzione di una torretta meteorologica. Palmieri realizzò il primo sismografo elettromagnetico della storia con il quale verificò la corrispondenza fra processi vulcanici e sismici. Nel 1862 Palmieri preparò un programma di ricerca costituito da una rete di stazioni di rilevamento di diversi parametri utile per poter in qualche modo anticipare l'attività vulcanica; da quel momento nasce un metodo moderno di indagine. Non mancarono i momenti drammatici per l'Osservatorio e i suoi ospiti, dato che nel 1872 venne circondato da un'ondata di lava e rimase isolato per qualche giorno.
Il successore di Palmieri alla guida del centro fu il geologo Raffaele Matteucci, che occupò le prime pagine dei giornali per un'aspra polemica con Matilde Serao frutto di un equivoco sulle reali intenzioni di Matteucci manifestate durante l'ennesima eruzione. La direzione del centro, peraltro notevolmente in stato di abbandono fu rilevata da Giuseppe Mercalli che tentò di risollevarne lo Stato ma la sua tragica morte interruppe il suo lavoro.
Durante la guerra gli Alleati requisirono il centro; dal 1983, durante un culmine del bradisismo flegreo, la sede operativa fu spostata in un edificio pubblico a Napoli, sulla collina di Posillipo. Oggi, la sede operativa di ricerca e sorveglianza è a Napoli, in Via Diocleziano 328, mentre la sede storica sul Vesuvio ospita un Museo vulcanologico nel quale si possono ammirare, tra l'altro, gli antichi strumenti meteorologici e geofisici ideati dagli illustri scienziati che vi hanno lavorato per oltre 150 anni.
L'osservatorio è stato sempre in prima linea nella gestione delle più importanti emergenze sismiche e vulcaniche in Italia. Tra queste, il terremoto Irpino-Lucano del 1980 ed i fenomeni di bradisismo dei Campi Flegrei degli anni '70 e degli anni '80, che portarono nel 1983 all'evacuazione della cittadina di Pozzuoli, con il trasferimento di circa 40 000 abitanti nella nuova cittadina di Monterusciello, appositamente edificata in pochi mesi in un'area priva di strutture urbanistiche, esperienza unica ed esemplare di Protezione civile in Italia.